# Die Terranauten
Die Terranauten ist eine deutsche Serie von Science-Fiction-Heftromanen, die von Rolf W. Liersch und Thomas R. P. Mielke konzipiert und im Bastei-Verlag zwischen 30. Oktober 1979 und 21. Dezember 1981 mit 99 Ausgaben als Heftroman-Serie herausgegeben wurde. In diesem Zeitraum war sie neben Perry Rhodan, Atlan und TERRA ASTRA die einzige wöchentlich erscheinende Science-Fiction-Heftserie am deutschen Markt, der ansonsten von Heftserien des Horror-Genres dominiert wurde. Von 1981 bis 1987 wurde die Serie mit 18 Taschenbuch-Ausgaben fortgesetzt. Ab 2009 erschien unter der Leitung von Manfred H. Rückert im Mohlberg-Verlag eine Neuauflage in Buchform, bei der jeweils drei Heftromane in einem Band – mit leichten Überarbeitungen – zusammengefasst wurden.

## Konzept
Das Konzept der Serie bestand darin, die Geschichte vom Kampf gegen die Zerstörung der Erde zu erzählen. Die Protagonisten setzen sich für eine menschlichere Zukunft ein. Den Erfindern Mielke/Liersch war daran gelegen, die Serie gegen die erfolgreiche Perry Rhodan-Serie abzugrenzen, wie Mielke 1977 an den Bastei-Verlag schrieb, eine „Anti-Perry-Rhodan-Story“ zu generieren. Anfangs schien der Plan aufgegangen zu sein, doch die mit zunehmenden Nummern zurückgehenden Verkaufszahlen bewirkten schließlich die Einstellung der Serie.
Die Inhalte einzelner Romane können als sozial- und gesellschaftskritisch angesehen werden. Klimaveränderung und Globalisierung wurde von den Autoren in bemerkenswerter Weise extrapoliert und finden heute Parallelen in der Realität. Im Verhalten der Protagonisten legten die Konzeptoren großen Wert darauf, dass sich keine „Ledernacken-Ideologie“ breitmachte. Ihr Ziel war es, „engagierte SF zu schreiben“.

## Handlung
Die Handlung der Terranauten-Serie beginnt im Jahr 2499. Die Nationalstaaten sind untergegangen. Seit dem 21. Jahrhundert haben Konzerne die Macht übernommen. Alle Konzerne sind im Konzil vereinigt. Auf der Erde herrscht ein strenges Kastensystem, das von den Summacum (oberste Klasse) über Manags, Arbiter, nützlich mit Mindestlohn einzusetzende Humos bis zu den lebenslang versorgten Nonames reicht.
Das Konzil der Konzerne unterhält die Grauen Garden als Ordnungsarmee. Die Armee befindet sich im Privatbesitz der Großen Grauen, der militärische Oberbefehl obliegt dem Konzilsvorsitzenden, der auch den Titel „Lordoberst“ führt. Die Gardisten sind durch eine Gehirnoperation absolut gehorsame Befehlsempfänger.
Die interstellare Raumfahrt liegt in der Hand einer Personengruppe, welche als Treiber bezeichnet werden. Die parapsychologisch begabten Treiber ermöglichen die überlichtschnelle Raumfahrt im Weltraum II durch PSI-Kräfte und durch die Misteln des mit einem Bewusstsein ausgestatteten Urbaumes „Yggdrasil“. Die Verwaltung des Urbaums und der wertvollen Misteln obliegt dem Biotronik-Konzern der Familie terGorden. Im Normalfall wird für Antrieb und Steuerung eines Raumschiffs die Mindestanzahl von 7 Treibern benötigt, die sich auf jedem Schiff zu einer Loge unter einem Logenmeister zusammenschließen.
Ab etwa 2499 versucht der Kaiser-Konzern unter der Führung des Konzilvorsitzenden Max von Valdec das Monopol der Treiber durch einen neuen technischen Antrieb zu brechen. Die Raumschiffe gleiten durch diese neue Kaiserkraft-Aggregate jedoch nicht wie bisher „sanft“ in das andere Kontinuum, sondern die Kaiserkraft reißt den Weltraum II gewaltsam auf und verursacht dadurch dimensionale Spannungen und Einbrüche von Energie in den Normalraum. Durch die Zunahme der Störungen im Energiegefüge werden andere (nichtmenschliche) Völker auf die Erde aufmerksam.
Durch die Grauen Garden setzt eine Verfolgung der Treiber ein, einige können auf einen Planeten flüchten, welcher sich in einem Schwarzen Loch befindet. Dieser Planet Rorqual wird zur Basis der Widerstandsbewegung. David terGorden schart diese Terranauten um sich und liefert den Truppen des Diktators Max von Valdec im ganzen Sternenreich Gefechte.
Im weiteren Verlauf werden durch einen Bürgerkrieg die Konzerne gestürzt und eine demokratische Gesellschaft entsteht. Der Konzilsvorsitzende kann jedoch nochmals einen Staatsstreich durchführen. Durch die von ihm propagierte Kaiserkraft bringt er die Menschheit an den Rand der Vernichtung, da die extraterrestrischen Völker um die Stabilität des Kosmos bangen und entschlossen sind, gegen das irdische Sternenreich vorzugehen. Zuletzt kann David terGorden den ultimativen Vernichtungsschlag der Entitäten – das sind die mächtigsten Intelligenzen im Universum – gegen das menschliche Leben noch abwenden und das Duell gegen Max von Valdec für sich entscheiden.

## Autoren
Das Autorenteam setzte sich sowohl aus damals noch relativ unbekannten als auch sehr erfahrenen deutschen Science-Fiction-Autoren zusammen, die alle unter Pseudonym in der Serie mitschrieben.
- Robert Quint ist ein Pseudonym von Rainer Zubeil, besser bekannt unter seinem Pseudonym Thomas Ziegler, der nach Einstellung der ‚Terranauten‘ für die konkurrierende Perry-Rhodan-Serie schrieb.
- Art Norman ist ein Pseudonym von Werner Kurt Giesa, der 30 Jahre lang Hauptautor für Professor Zamorra war.
- Eva Christoff ist ein Pseudonym von Eva Bauche-Eppers, der einzigen Frau im Team.
- Michael Roberts ist ein Pseudonym von Hans Wolf Sommer.
- Erno Fischer ist ein Pseudonym von Wilfried A. Hary, der auch einen Heftroman für Atlan schrieb, einem Ableger der Perry-Rhodan-Serie.
- Conrad C. Steiner ist ein Pseudonym von Ronald M. Hahn, der mehrfach mit dem Kurd-Laßwitz-Preis ausgezeichnet wurde.
- Harald Münzer ist ein Pseudonym von Karl-Ulrich Burgdorf, der auch mehrere Romane von Philip K. Dick ins Deutsche übersetzte.
- Henry Roland und Henry Robert sind Pseudonyme von Horst Pukallus, der ebenfalls mehrfach mit dem Kurd-Laßwitz-Preis ausgezeichnet wurde.
- Andreas Weiler ist ein Pseudonym von Andreas Brandhorst, ebenfalls ein Kurd-Laßwitz-Preis-Preisträger.
- Arno Zoller ist ein Pseudonym von Rolf W. Liersch.

## Liste der Titel

### Hefte
| Nr. | Autor            | Titel                           | Jahr |
| --- | ---------------- | ------------------------------- | ---- |
| 01  | Robert Quint     | Der Erbe der Macht              | 1979 |
| 02  | Art Norman       | Raumschiff der Rebellen         | 1979 |
| 03  | Eva Christoff    | Das Kaiser-Komplott             | 1979 |
| 04  | Michael Roberts  | Aufstand der Terranauten        | 1979 |
| 05  | Michael Roberts  | Die Flotte der Treiber          | 1979 |
| 06  | Eva Christoff    | Das Psi-Inferno                 | 1979 |
| 07  | Eva Christoff    | Die Kinder Yggdrasils           | 1980 |
| 08  | Carl Priest      | Stadt des Wahnsinns             | 1980 |
| 09  | Robert Quint     | Die Stunde des Riemenmanns      | 1980 |
| 10  | Robert Quint     | Revolte auf Luna                | 1980 |
| 11  | Robert Quint     | Planet der Logenmeister         | 1980 |
| 12  | Robert Quint     | Der Triumph des Lordoberst      | 1980 |
| 13  | Erno Fischer     | Der Fremde                      | 1980 |
| 14  | Robert Quint     | Im Reich der Geflügelten        | 1980 |
| 15  | Robert Quint     | Der Clan der Magier             | 1980 |
| 16  | Conrad C.Steiner | Gestrandet auf Rorqual          | 1980 |
| 17  | Conrad C.Steiner | Die Piraten des Scharlachmeers  | 1980 |
| 18  | Conrad C.Steiner | Odyssee der Verlorenen          | 1980 |
| 19  | Erno Fischer     | Unternehmen Weltuntergang       | 1980 |
| 20  | Erno Fischer     | Komet der Vernichtung           | 1980 |
| 21  | Erno Fischer     | Todeszone Oxyd                  | 1980 |
| 22  | Robert Quint     | Der Katastrophen-Planet         | 1980 |
| 23  | Erno Fischer     | Die Ausgestoßenen von Terra     | 1980 |
| 24  | Robert Quint     | Die Raumschiff-Diebe            | 1980 |
| 25  | Robert Quint     | Ausflug ins Morgen              | 1980 |
| 26  | Robert Quint     | Der Weg nach Argus              | 1980 |
| 27  | Henry Roland     | Der Transmitter-Baum            | 1980 |
| 28  | Robert Quint     | Die Psi-Sucher                  | 1980 |
| 29  | Eva Christoff    | Invasion der toten Seelen       | 1980 |
| 30  | Eva Christoff    | Blick in die Vergangenheit      | 1980 |
| 31  | Eva Christoff    | Der Einsame von Ultima Thule    | 1980 |
| 32  | Erno Fischer     | Die Verbannten von Oxyd         | 1980 |
| 33  | Michael Roberts  | Der Kampf um Aqua               | 1980 |
| 34  | Michael Roberts  | Der Renegat                     | 1980 |
| 35  | Robert Quint     | Die Piraten-Loge                | 1980 |
| 36  | Robert Quint     | Flammen über Shondyke           | 1980 |
| 37  | Andreas Weiler   | Sternenlegende                  | 1980 |
| 38  | Andreas Weiler   | Nardas Kampf                    | 1980 |
| 39  | Michael Roberts  | Die Schwerkraft-Falle           | 1980 |
| 40  | Andreas Weiler   | Ein Computer spielt verrückt    | 1980 |
| 41  | Andreas Weiler   | Der grüne Planet                | 1980 |
| 42  | Harald Münzer    | Der Sammler                     | 1980 |
| 43  | Andreas Weiler   | Zuchtstation der Supertreiber   | 1980 |
| 44  | Andreas Weiler   | Das Fluchtschiff                | 1981 |
| 45  | Robert Quint     | Eine Falle für Llewellyn        | 1981 |
| 46  | Andreas Weiler   | Die Eisteufel                   | 1981 |
| 47  | Andreas Weiler   | Die Haßseuche                   | 1981 |
| 48  | Andreas Weiler   | Narda und der Lordoberst        | 1981 |
| 49  | Robert Quint     | Das Ultimatum der Computer      | 1981 |
| 50  | Robert Quint     | Drohung von den Sternen         | 1981 |
| 51  | Conrad C.Steiner | Welt im Chaos                   | 1981 |
| 52  | Conrad C.Steiner | Die Irrfahrt der Somasa         | 1981 |
| 53  | Andreas Weiler   | Das Versteck des Außerirdischen | 1981 |
| 54  | Robert Quint     | Der Sturz des Lordoberst        | 1981 |
| 55  | Henry Roland     | Das Wrack-System                | 1981 |
| 56  | Conrad C.Steiner | Die Drachen Hexen               | 1981 |
| 57  | Robert Quint     | Fahrt zum Ende der Welt         | 1981 |
| 58  | Henry Roland     | Das Herz von Rorqual            | 1981 |
| 59  | Arno Zoller      | Eine Welt für Yggdrasil         | 1981 |
| 60  | Arno Zoller      | Duell in der Einsamkeit         | 1981 |
| 61  | Andreas Weiler   | Auf Sarym wartet der Tod        | 1981 |
| 62  | Andreas Weiler   | Die Hölle von Arioch            | 1981 |
| 63  | Andreas Weiler   | Krieg der Gehirne               | 1981 |
| 64  | Erno Fischer     | Planetensterben                 | 1981 |
| 65  | Erno Fischer     | Die Lebensbringer               | 1981 |
| 66  | Robert Quint     | Im Licht der Mördersonne        | 1981 |
| 67  | Robert Quint     | Die Planeten-Plünderer          | 1981 |
| 68  | Robert Quint     | Der programmierte Attentäter    | 1981 |
| 69  | Andreas Weiler   | Die Bio-Invasion                | 1981 |
| 70  | Andreas Weiler   | Das grüne Paradies              | 1981 |
| 71  | Erno Fischer     | Der Jahrmillionen-Fluch         | 1981 |
| 72  | Andreas Weiler   | Das Erbe im Eis                 | 1981 |
| 73  | Erno Fischer     | Die Maschinen von Ultima Thule  | 1981 |
| 74  | Erno Fischer     | Yggdrasils Vermächtnis          | 1981 |
| 75  | Henry Roland     | Raumschiffjagd                  | 1981 |
| 76  | Andreas Weiler   | Krieg der Kasten                | 1981 |
| 77  | Henry Roland     | Angriffsziel Perculion          | 1981 |
| 78  | Robert Quint     | Durchbruch nach Shondyke        | 1981 |
| 79  | Robert Quint     | Sterben für Terra               | 1981 |
| 80  | Michael Roberts  | Der Himmelsberg                 | 1981 |
| 81  | Michael Roberts  | Treiber-Piraten                 | 1981 |
| 82  | Michael Roberts  | Das Mistel-Syndikat             | 1981 |
| 83  | Andreas Weiler   | Chaos über Sarym                | 1981 |
| 84  | Andreas Weiler   | Die Gen-Parasiten               | 1981 |
| 85  | Robert Quint     | Valdecs Rückkehr                | 1981 |
| 86  | Robert Quint     | Der Gehetzte von Terra          | 1981 |
| 87  | Andreas Weiler   | Labyrinth des Schreckens        | 1981 |
| 88  | Andreas Weiler   | Der Exil-Planet                 | 1981 |
| 89  | Robert Quint     | Der Kaiser von Berlin           | 1982 |
| 90  | Andreas Weiler   | Das Schiff des Friedens         | 1982 |
| 91  | Erno Fischer     | Die Sümpfe von Genessos         | 1982 |
| 92  | Erno Fischer     | Das Geheimnis der Genessaner    | 1982 |
| 93  | Henry Roland     | Das galaktische Archiv          | 1982 |
| 94  | Henry Roland     | Der Alte Wald                   | 1982 |
| 95  | Andreas Weiler   | Treffpunkt Sternenstadt         | 1982 |
| 96  | Andreas Weiler   | Planet der Illusionen           | 1982 |
| 97  | Robert Quint     | Der Präventivschlag             | 1982 |
| 98  | Robert Quint     | Duell der Träume                | 1982 |
| 99  | Robert Quint     | Der Öko-Schock                  | 1982 |

Die Titelgleichheit zwischen Band 40, Ein Computer spielt verrückt von Andreas Weiler, und dem fast zeitgleich erschienenen Perry-Rhodan-Heft 1008, Ein Computer spielt verrückt von Ernst Vlcek, ist zufällig.
Bei den Nachdrucken der Hefte wurden jeweils drei zu einem Band zusammengefasst, als Bandtitel wurde einer der drei entsprechenden Hefttitel gewählt:
| Heft‑Nrn. | Band (Nachdruck) | Titel                           |
| --------- | ---------------- | ------------------------------- |
| 01–3      | 01               | Der Erbe der Macht              |
| 04–6      | 02               | Psi-Inferno                     |
| 07–9      | 03               | Stadt des Wahnsinns             |
| 10–12     | 04               | Der Triumph des Lordoberst      |
| 13–15     | 05               | Planet der Geflügelten          |
| 16–18     | 06               | Odyssee der Verlorenen          |
| 19–21     | 07               | Todeszone Oxyd                  |
| 22–24     | 08               | Die Raumschiffdiebe             |
| 25–27     | 09               | Ausflug ins Morgen              |
| 28–30     | 10               | Invasion der toten Seelen       |
| 31–33     | 11               | Der Einsame von Ultima Thule    |
| 34–36     | 12               | Flammen über Shondyke           |
| 37–39     | 13               | Sternenlegende                  |
| 40–42     | 14               | Der grüne Planet                |
| 43–45     | 15               | Eine Falle für Llewellyn        |
| 46–48     | 16               | Die Eisteufel                   |
| 49–51     | 17               | Drohung von den Sternen         |
| 52–54     | 18               | Das Versteck des Außerirdischen |
| 55–57     | 19               | Das Wrack-System                |
| 58–60     | 20               | Duell in der Einsamkeit         |
| 61–63     | 21               | Krieg der Gehirne               |
| 64–66     | 22               | Planetensterben                 |
| 67–69     | 23               | Die Planetenplünderer           |
| 70–72     | 24               | Das Erbe im Eis                 |
| 73–75     | 25               | Raumschiff-Jagd                 |
| 76–78     | 26               | Angriffsziel Perculion          |
| 79–81     | 27               | Sterben für Terra               |
| 82–84     | 28               | Die Gen-Parasiten               |
| 85–87     | 29               | Die Gehetzte von Terra          |
| 88–90     | 30               | Der Kaiser von Berlin           |
| 91–93     | 31               | Das Galaktische Archiv          |
| 94–96     | 32               | Planet der Illusionen           |
| 97–99     | 33               | Der Öko-Schock                  |

### Taschenbücher
Der erste Taschenbuchband Sternenstaub von Rolf W. Liersch war ein Prequel zum Inhalt der Heft-Serie, die folgenden Titel schlossen dann an die Handlung der Heft-Serie an.
Bei den Nachdrucken wurden jeweils zwei Taschenbücher in einem Band zusammengefasst und der Titel des ersten Originalbandes übernommen.
| Nr. | Nachdruck-Nr. | TB-Nr. | Autor           | Titel                  | Jahr |
| --- | ------------- | ------ | --------------- | ---------------------- | ---- |
| 000 | 34            | 28003  | Rolf W. Liersch | Sternenstaub           | 1981 |
| 100 | 34            | 23010  | Andreas Weiler  | Der grüne Phönix       | 1982 |
| 101 | 35            | 23014  | Robert Quint    | Planetenmuster         | 1982 |
| 102 | 35            | 23022  | Robert Quint    | Zeitfenster            | 1983 |
| 103 | 36            | 23026  | Andreas Weiler  | Kosmisches Labyrinth   | 1983 |
| 104 | 36            | 23030  | Andreas Weiler  | Monument der Titanen   | 1984 |
| 105 | 37            | 23032  | Andreas Weiler  | Der schwarze Herrscher | 1984 |
| 106 | 37            | 23034  | Robert Quint    | Die graue Spur         | 1984 |
| 107 | 38            | 23036  | Erno Fischer    | Das Schiff der Träume  | 1984 |
| 108 | 38            | 23038  | Andreas Weiler  | Der Sternenfänger      | 1984 |
| 109 | 39            | 23040  | Andreas Weiler  | Spektrum-Jagd          | 1984 |
| 110 | 39            | 23042  | Andreas Weiler  | Der weiße Stern        | 1985 |
| 111 | 40            | 23044  | Henry Robert    | Die Lebenswächter      | 1985 |
| 112 | 40            | 23046  | Henry Robert    | Der letzte Manag       | 1985 |
| 113 | 41            | 23048  | Andreas Weiler  | Im 176. Jahr           | 1985 |
| 114 | 41            | 23051  | Henry Robert    | Das Techno-Team        | 1985 |
| 115 | 42            | 23054  | Andreas Weiler  | Die Bio-Sklaven        | 1986 |
| 116 | 42            | 23069  | Andreas Weiler  | Das Terranautenprojekt | 1987 |